# 차민섭
차민섭(? ~ ?)은 일본 유학 후 임화수 밑에서 일했던 인물로, 무풍지대 방송 당시 드라마 내용에 불만을 품어 폭탄을 갖고 작가의 집으로 찾아가겠다는 협박을 하기도 했다. 김태련의 회고에 따르면, 차민섭은 실제로 유머가 넘쳐 '찰리 브라운'으로 불렸다고 한다.

## 차민섭이 등장한 작품
- 《무풍지대》(1989) (배우: 김성찬)
- 《야인시대》(2002) (배우: 손헌수)